# Bain de sang de Melbourne
Le bain de sang de Melbourne (hongrois : Melbourne-i vérfürdő) est un épisode des Jeux olympiques d'été de 1956 se déroulant à Melbourne lors duquel les équipes de water-polo de l'URSS et de la Hongrie s’affrontèrent dans un violent pugilat.
Le documentaire américain Freedom's Fury (2006) relate l'histoire de ce match. Il est également reproduit dans le film hongrois Children of Glory (2006) de Krisztina Goda.

## Contexte
Cette demi-finale du tournoi olympique de water-polo se déroule le 6 décembre, moins d'un mois après que l’insurrection de Budapest a été matée par  l’Armée rouge, et après que la délégation hongroise (en) a découpé les symboles communistes du drapeau de la Hongrie flottant au village olympique ; il sera ensuite remplacé par le drapeau avec les armoiries de Kossuth.

## Le match
Les deux équipes se sont qualifiées pour la poule finale en terminant toutes les deux à une des deux premières places de leur poule au premier tour. C’est pour les deux équipes leur avant-dernier match de cette poule finale. La Hongrie est alors en tête du classement avec 6 points sur 6 possibles (elle est la seule équipe qui a gagné tous ses matchs), devant la Yougoslavie (5 sur 6), l’Union soviétique (4 sur 6), l’Italie (4 sur 8), les États-Unis qui ont déjà joué tous leurs matchs (2 sur 10) et l’équipe unifiée d’Allemagne (1 sur 8). Une victoire de la Hongrie assure l’or ou l’argent à la Hongrie et écarte définitivement l’Union soviétique dans la course pour le titre olympique.
Au cours du match, le joueur soviétique Valentin Prokopov donne un coup de tête au Hongrois Ervin Zádor qui avait déjà marqué deux buts. Les deux équipes en viennent aux mains et plusieurs joueurs sont blessés dans la piscine, au point que l'eau serait devenue rouge. La police australienne doit intervenir pour éviter le lynchage de l’équipe soviétique par les spectateurs.
La Hongrie finit par remporter le match 4 buts à 0 et ramènera la médaille d’or en gagnant son dernier match de poule le lendemain contre la Yougoslavie. L’URSS quitte la compétition avec tout de même la médaille de bronze au détriment de l’Italie en battant dans sa dernière rencontre l’équipe unifiée d’Allemagne.